# Iglesia de El Salvador (Guadalajara)
La Iglesia de El Salvador es una parroquia ubicada en la ciudad de Guadalajara, España. Ha sido construida en el siglo XXI en una de las partes nuevas de la ciudad. Además de por su arquitectura destaca por el mosaico-retablo del artista Marko Ivan Rupnik.

## Descripción
La parroquia de El Salvador está en la calle Bolarque 7, a la entrada al polígono residencial de Aguas Vivas, en la periferia de la ciudad de Guadalajara, en una parcela cedida por el ayuntamiento el 28 de febrero de 2001. Se encuentra cerca del Palacio multiusos y de una nueva comisaría.
El estudio Leceta Arquitectos construyó un edificio moderno de líneas rectas en piedra caliza blanca.
A partir del 23 de septiembre de 2007 comenzaron las actividades parroquiales en una capilla lateral.
En 2018 un grupo del Centro Aletti de Roma dirigido por el padre Rupnik elaboró el mosaico que hace de retablo en la parte principal de la Iglesia.
Rupnik también diseñó el altar, el ambón, la cruz parroquial, la pila bautismal y el Vía Crucis.
La parroquia El Salvador fue dedicada solemnemente el 23 de septiembre de 2018 por el obispo de Sigüenza-Guadalajara Atilano Rodríguez.